# 2018–2019-es UEFA Nemzetek Ligája
A 2018–2019-es UEFA Nemzetek Ligája az Európai Labdarúgó-szövetség által szervezett labdarúgótorna, amelyen az UEFA-tagsággal rendelkező országok felnőtt férfi labdarúgó-válogatottjai vehettek részt.
Ez volt az UEFA Nemzetek Ligája első kiírása. A torna 2018 szeptemberétől 2019 júniusáig tartott.

## Lebonyolítás
Az UEFA 55 tagországa indult a sorozatban. Az 55 válogatottat a 2017. októberi UEFA-együtthatók alapján négy ligára osztották. Az A és B ligába 12 csapat került, a C ligában 15 csapat, a D ligában 16 csapat szerepel. Mindegyik ligában négy csoport van, mindegyikben három vagy négy csapattal.
Az A liga négy csoportjának győztese jutott be a négyes döntőbe, ahol négy mérkőzés volt: két elődöntő, amelynek párosítását sorsolással döntötték el; a bronzmérkőzés és a döntő. A négyes döntő helyszínét a négy továbbjutó csapat közül választották ki.  Az A liga győztese nyerte az UEFA Nemzetek Ligáját.
A csapatok az eredeti kiírás szerint a helyezések alapján feljutottak, illetve kiestek a magasabb, illetve az alacsonyabb divízióba (ligába). A négy csoportgyőztes feljutott a magasabb ligába (az A liga kivételével), a négy utolsó helyezett kiesett az alacsonyabb ligába (a D liga kivételével). A C liga esetében azonban a különböző méretű csoportok miatt a három negyedik helyezett és a legrosszabb harmadik esett ki a D ligába. 2019. szeptember 24-én az UEFA bejelentette, hogy a Nemzetek Ligája formátumát módosítja a 2020–21-es kiírástól. Az A, B és C ligákat 16 csapatosra bővítették, a D liga létszáma 7-re csökkent. A változás miatt az A, B, C ligákban nem voltak kiesők, a C ligából a 2. helyezettek, a D ligából a 2. helyezettek és a legjobb 3. helyezett is feljebb jutott a fentebbi ligába.

### Rangsorolás a csoportban
Ha két vagy több csapat azonos pontszámmal áll egy csoportban, a sorrendet a következő pontok alapján határozták meg:
1. több szerzett pont az azonosan álló csapatok között lejátszott mérkőzéseken;
2. jobb gólkülönbség az azonosan álló csapatok között lejátszott mérkőzéseken;
3. több szerzett gól az azonosan álló csapatok között lejátszott mérkőzéseken;
4. több idegenben szerzett gól az azonosan álló csapatok között lejátszott mérkőzéseken;
5. Ha az 1–4. pontok alapján a csapatok továbbra is azonosan állnak, akkor az 1–4. pontokat újra alkalmazni kell ameddig a sorrend nem dönthető el.[a 1] Ha ez sem dönt, akkor a 6–10. pontok döntenek a sorrendről;
6. jobb gólkülönbség az összes mérkőzésen;
7. több szerzett gól az összes mérkőzésen;
8. több idegenben szerzett gól az összes mérkőzésen;
9. több győzelem az összes mérkőzésen;
10. több idegenben szerzett győzelem az összes mérkőzésen;
11. alacsonyabb fair play pontszám (1 pont egy sárga lap, 3 pont a két sárga lap utáni piros lap, 3 pont egy azonnali piros lap, 4 pont egy sárga lap utáni azonnali piros lap);
12. jobb UEFA-együttható

A C liga legrosszabb harmadik helyezettjének (amelyik kiesik a D ligába) eldöntéséhez a negyedik helyezettek elleni eredményeket nem kellett figyelembe venni. A sorrendet a következő pontok alapján határozták meg:
1. magasabb pontszám;
2. jobb gólkülönbség;
3. több szerzett gól;
4. több idegenben szerzett gól;
5. több győzelem;
6. több idegenben szerzett győzelem;
7. alacsonyabb fair play pontszám (1 pont egy sárga lap, 3 pont a két sárga lap utáni piros lap, 3 pont egy azonnali piros lap, 4 pont egy sárga lap utáni azonnali piros lap);
8. jobb UEFA-együttható

### Rangsorolás a ligában
A csapatok ligában elfoglalt helyezéseit a következő pontok alapján határozták meg:
1. helyezés a csoportban;
2. magasabb pontszám;
3. jobb gólkülönbség;
4. több szerzett gól;
5. több idegenben szerzett gól;
6. több győzelem;
7. több idegenben szerzett győzelem;
8. alacsonyabb fair play pontszám (1 pont egy sárga lap, 3 pont a két sárga lap utáni piros lap, 3 pont egy azonnali piros lap, 4 pont egy sárga lap utáni azonnali piros lap);
9. jobb UEFA-együttható

A csapatok helyezéseit ugyanazon ligában, de különböző méretű csoportokban a következő pontok alapján határozzák meg:
1. A negyedik helyezettek elleni eredményeket nem kell figyelembe venni az első, a második, és a harmadik helyen végző csapatok esetében
2. Az összes eredményt figyelembe kell venni a negyedik helyen végző csapatok esetében

A Nemzetek Ligája döntője után az első négy csapat esetében a következő lesz a sorrend:
1. A döntő győztese az 1. helyezett
2. A döntő vesztese a 2. helyezett
3. A bronzmérkőzés győztese a 3. helyezett
4. A bronzmérkőzés vesztese a 4. helyezett

### Összesített rangsorolás
A 2020-as labdarúgó-Európa-bajnokság selejtezőinek sorsolásához, valamint a pótselejtezőkhöz az összesített rangsorolást használták fel, amelyek a következők:
1. Az A liga 12 csapata az 1–12. helyezést kapja, a ligában elfoglalt helyezése szerint.
2. A B liga 12 csapata a 13–24. helyezést kapja, a ligában elfoglalt helyezése szerint.
3. A C liga 15 csapata a 25–39. helyezést kapja, a ligában elfoglalt helyezése szerint.
4. A D liga 16 csapata a 40–55. helyezést kapja, a ligában elfoglalt helyezése szerint.

### A 2020-as Európa-bajnokság selejtezője
Az UEFA Nemzetek Ligája 2018-as indulásával, a selejtező, valamint a 2018–2019-es UEFA Nemzetek Ligája összekapcsolásával, a csapatoknak egy másodlagos kijutási lehetőségük volt az Eb-re.
Selejtező
A selejtező 2019 márciusában kezdődött és 2019 novemberében ért véget. A lebonyolítás a 2016-oshoz hasonló volt, de csak 20 csapat szerzett részvételi jogot a selejtezőből, további 4 hely szabad maradt. A 2018–2019-es UEFA Nemzetek Ligája csoportköreinek befejezése után az 55 csapatot 10 csoportba sorsolták, melyből 5 darab ötcsapatos, 5 darab hatcsapatos volt. Továbbá az UEFA Nemzetek Ligája négyes döntőjébe jutó csapatok ötcsapatos csoportba kerültek. A sorsoláshoz a kiemelés a 2018–2019-es UEFA Nemzetek Ligája összesített rangsorolása szerint történik. A mérkőzéseket 2019 márciusában, júniusában, szeptemberében, októberében és novemberében játszották, mindegyik hónapban 2 játéknap volt, 3 nap különbséggel. A 10 csoport első két helyezettje kijutott az Európa-bajnokságra.
Pótselejtező
A pótselejtezőben összesen 16 csapat vett részt, amelyet eredetileg 2020 márciusában játszottak volna, de a Covid19-pandémia miatt novemberre halasztották. Ez másodlagos kijutási lehetőséget adott a csapatok számára. A 16 csapat kilétét a 2018–2019-es UEFA Nemzetek Ligája összesített rangsorolása döntötte el. A 16 csapat négy ágra került, mindegyik ágon négy csapattal, mindegyik ágról egy csapat jutott ki az Eb-re. A Nemzetek Ligája mindegyik ligájának saját ága volt, ha az adott ligából legalább négy csapat nem jutott ki az Eb-re a selejtezőn át. A Nemzetek Ligája csoportgyőztesei automatikusan pótselejtezős kvótát kaptak a saját ligájuk ágára.
A D ligától az A ligáig, alulról felfelé töltötték fel a 16 csapatot. Először a csoportgyőztesek kaptak kvótát a pótselejtezőre. Ha a csoportgyőztes már kijutott az Eb-re, akkor helyette az ugyanabban a ligában legmagasabban rangsorolt csapat kapta a kvótát. Ha már nem volt elég csapat a ligában, akkor a következő ligában lévő, a Nemzetek Ligája összesített rangsorában soron következő legmagasabban rangsorolt csapat kapta a kvótát.
A D ligától az A ligáig, alulról felfelé töltötték fel a négy ágat is. Egy ág az azonos ligából érkező négy csapatból állt. Egy csoportgyőztes nem játszhatott egy magasabb ligában lévő csapattal. Ha több mint négy csapat jutott kvótához ugyanabból a ligából, akkor sorsolás döntött arról, hogy mely csapatok maradtak az adott liga ágán. A maradék csapatokat a feljebb lévő ligák ágaira sorsolták. A sorsolást 2019. november 22-én tartották azok között, akik nem voltak csoportgyőztesek.
A pótselejtező négy ága egyenként két elődöntőből és egy döntőből állt (a két elődöntő győztese között). Az 1. helyen rangsorolt csapat a 4. helyen rangsorolt csapattal, a 2. helyen rangsorolt csapat a 3. helyen rangsorolt csapattal mérkőzött, a magasabban rangsorolt csapat játszott hazai pályán. A döntő helyszínét a két elődöntő győztese közül sorsolták. A pótselejtező négy ágának négy győztese kijutott az Európa-bajnokságra.

## Naptár
A 2018–2019-es UEFA Nemzetek Ligája és a 2020-as Európa-bajnokság selejtezőinek naptára:
| Dátum                         | 2018–2019-es UEFA Nemzetek Ligája      | 2020-as labdarúgó-Európa-bajnokság (selejtező) |
| ----------------------------- | -------------------------------------- | ---------------------------------------------- |
| 2018. szeptember 6–8.         | 1. játéknap                            |                                                |
| 2018. szeptember 9–11.        | 2. játéknap                            |                                                |
| 2018. október 11–13.          | 3. játéknap                            |                                                |
| 2018. október 14–16.          | 4. játéknap                            |                                                |
| 2018. november 15–17.         | 5. játéknap                            |                                                |
| 2018. november 18–20.         | 6. játéknap                            |                                                |
| 2019. március 21–23.          |                                        | 1. játéknap                                    |
| 2019. március 24–26.          |                                        | 2. játéknap                                    |
| 2019. június 5–6.             | Elődöntők                              |                                                |
| 2019. június 7–8.             |                                        | 3. játéknap                                    |
| 2019. június 9.               | Bronzmérkőzés                          |                                                |
| 2019. június 9.               | Döntő                                  |                                                |
| 2019. június 10–11.           |                                        | 4. játéknap                                    |
| 2019. szeptember 5–7.         |                                        | 5. játéknap                                    |
| 2019. szeptember 8–10.        |                                        | 6. játéknap                                    |
| 2019. október 10–12.          |                                        | 7. játéknap                                    |
| 2019. október 13–15.          |                                        | 8. játéknap                                    |
| 2019. november 14–16.         |                                        | 9. játéknap                                    |
| 2019. november 17–19.         |                                        | 10. játéknap                                   |
| 2020. március 26–28.          |                                        | A pótselejtező elődöntői                       |
| 2020. március 29–31.          |                                        | A pótselejtező döntői                          |
| 2020. június 12. – július 12. | — 2020-as labdarúgó-Európa-bajnokság — | — 2020-as labdarúgó-Európa-bajnokság —         |

## Pénzdíjazás
A pénzdíjakat 2018 márciusában jelentették be. Az 55 ország között összesen 76,25 millió euró pénzdíjat osztanak ki.
Az alapdíj ligánként és csapatonként a következő:
- A liga: 1,5 millió euró
- B liga: 1 millió euró
- C liga: 750 ezer euró
- D liga: 500 ezer euró

A csoportgyőztesek további pénzjutalomban részesülnek:
- A liga csoportgyőztesei: 1,5 millió euró
- B liga csoportgyőztesei: 1 millió euró
- C liga csoportgyőztesei: 750 ezer euró
- D liga csoportgyőztesei: 500 ezer euró

Az A liga négy csoportgyőztese, amelyek az egyenes kieséses szakaszba jutnak, további pénzjutalomban részesülnek:
- Győztes: 4.5 millió euró
- Második helyezett: 3,5 millió euró
- Harmadik helyezett: 2,5 millió euró
- Negyedik helyezett: 1,5 millió euró

## Kiemelés

Az UEFA mind az 55 tagországa részt vesz a sorozatban. Az 55 csapatot négy ligára osztották (12 csapat az A ligába, 12 csapat a B ligába, 15 csapat a C ligába, és 16 csapat a D ligába került), a 2018-as világbajnoki selejtezők utolsó fordulója (a pótselejtezők kivételével) utáni UEFA-együtthatóik alapján. A legmagasabb együtthatóval rendelkező csapatok az A ligába kerültek, és így tovább.
| Kalap | Csapat        | Eh.    | Hely. |
| ----- | ------------- | ------ | ----- |
| 1.    | Németország   | 40 747 | 1     |
| 1.    | Portugália    | 38 656 | 2     |
| 1.    | Belgium       | 38 123 | 3     |
| 1.    | Spanyolország | 37 311 | 4     |
| 2.    | Franciaország | 36 617 | 5     |
| 2.    | Anglia        | 36 231 | 6     |
| 2.    | Svájc         | 34 986 | 7     |
| 2.    | Olaszország   | 34 426 | 8     |
| 3.    | Lengyelország | 32 982 | 9     |
| 3.    | Izland        | 31 155 | 10    |
| 3.    | Horvátország  | 31 139 | 11    |
| 3.    | Hollandia     | 29 866 | 12    |

| Kalap | Csapat              | Eh.    | Hely. |
| ----- | ------------------- | ------ | ----- |
| 1.    | Ausztria            | 29 419 | 13    |
| 1.    | Wales               | 29 269 | 14    |
| 1.    | Oroszország         | 29 258 | 15    |
| 1.    | Szlovákia           | 28 554 | 16    |
| 2.    | Svédország          | 28 487 | 17    |
| 2.    | Ukrajna             | 28 286 | 18    |
| 2.    | Írország            | 28 249 | 19    |
| 2.    | Bosznia-Hercegovina | 28 200 | 20    |
| 3.    | Észak-Írország      | 27 127 | 21    |
| 3.    | Dánia               | 27 052 | 22    |
| 3.    | Csehország          | 27 028 | 23    |
| 3.    | Törökország         | 26 538 | 24    |

| Kalap | Csapat       | Eh.    | Hely. |
| ----- | ------------ | ------ | ----- |
| 1.    | Magyarország | 26 486 | 25    |
| 1.    | Románia      | 26 057 | 26    |
| 1.    | Skócia       | 25 662 | 27    |
| 1.    | Szlovénia    | 25 148 | 28    |
| 2.    | Görögország  | 24 931 | 29    |
| 2.    | Szerbia      | 24 847 | 30    |
| 2.    | Albánia      | 24 430 | 31    |
| 2.    | Norvégia     | 24 208 | 32    |
| 3.    | Montenegró   | 23 912 | 33    |
| 3.    | Izrael       | 22 791 | 34    |
| 3.    | Bulgária     | 22 091 | 35    |
| 3.    | Finnország   | 20 501 | 36    |
| 4.    | Ciprus       | 19 491 | 37    |
| 4.    | Észtország   | 19 441 | 38    |
| 4.    | Litvánia     | 18 101 | 39    |

| Kalap | Csapat           | Eh.    | Hely. |
| ----- | ---------------- | ------ | ----- |
| 1.    | Azerbajdzsán     | 17 761 | 40    |
| 1.    | Macedónia        | 17 071 | 41    |
| 1.    | Fehéroroszország | 16 868 | 42    |
| 1.    | Grúzia           | 16 523 | 43    |
| 2.    | Örményország     | 15 846 | 44    |
| 2.    | Lettország       | 15 821 | 45    |
| 2.    | Feröer           | 15 490 | 46    |
| 2.    | Luxemburg        | 14 231 | 47    |
| 3.    | Kazahsztán       | 13 431 | 48    |
| 3.    | Moldova          | 13 131 | 49    |
| 3.    | Liechtenstein    | 10 950 | 50    |
| 3.    | Málta            | 10 870 | 51    |
| 4.    | Andorra          | 10 240 | 52    |
| 4.    | Koszovó          | 9950   | 53    |
| 4.    | San Marino       | 8190   | 54    |
| 4.    | Gibraltár        | 7550   | 55    |

A csoportok sorsolását 2018. január 24-én, helyi idő szerint 12 órától tartják Lausanne-ben, Svájcban.

## A liga

### 1. csoport
| Hely. | Csapat        | M | Gy | D | V | G+ | G– | Gk | P | Továbbjutás vagy kiesés                         |  | Hollandia | Franciaország | Németország |
| ----- | ------------- | - | -- | - | - | -- | -- | -- | - | ----------------------------------------------- |  | --------- | ------------- | ----------- |
| 1.    | Hollandia     | 4 | 2  | 1 | 1 | 8  | 4  | +4 | 7 | Továbbjutott a Nemzetek Ligája négyes döntőjébe |  | —         | 2–0           | 3–0         |
| 2.    | Franciaország | 4 | 2  | 1 | 1 | 4  | 4  | 0  | 7 |                                                 |  | 2–1       | —             | 2–1         |
| 3.    | Németország   | 4 | 0  | 2 | 2 | 3  | 7  | −4 | 2 |                                                 |  | 2–2       | 0–0           | —           |

1. ↑  A 2020–2021-es Nemzetek Ligája átalakítása miatt egyik csapat sem esett ki.[14]
2. 1 2  Egymás elleni gólkülönbség: Hollandia +1, Franciaország −1.

### 2. csoport
| Hely. | Csapat  | M | Gy | D | V | G+ | G– | Gk  | P | Továbbjutás vagy kiesés                         |  | Svájc | Belgium | Izland |
| ----- | ------- | - | -- | - | - | -- | -- | --- | - | ----------------------------------------------- |  | ----- | ------- | ------ |
| 1.    | Svájc   | 4 | 3  | 0 | 1 | 14 | 5  | +9  | 9 | Továbbjutott a Nemzetek Ligája négyes döntőjébe |  | —     | 5–2     | 6–0    |
| 2.    | Belgium | 4 | 3  | 0 | 1 | 9  | 6  | +3  | 9 |                                                 |  | 2–1   | —       | 2–0    |
| 3.    | Izland  | 4 | 0  | 0 | 4 | 1  | 13 | −12 | 0 |                                                 |  | 1–2   | 0–3     | —      |

1. ↑  A 2020–2021-es Nemzetek Ligája átalakítása miatt egyik csapat sem esett ki.[14]
2. 1 2  Egymás elleni gólkülönbség: Svájc +2, Belgium −2.

### 3. csoport
| Hely. | Csapat        | M | Gy | D | V | G+ | G– | Gk | P | Továbbjutás vagy kiesés                         |  | Portugália | Olaszország | Lengyelország |
| ----- | ------------- | - | -- | - | - | -- | -- | -- | - | ----------------------------------------------- |  | ---------- | ----------- | ------------- |
| 1.    | Portugália    | 4 | 2  | 2 | 0 | 5  | 3  | +2 | 8 | Továbbjutott a Nemzetek Ligája négyes döntőjébe |  | —          | 1–0         | 1–1           |
| 2.    | Olaszország   | 4 | 1  | 2 | 1 | 2  | 2  | 0  | 5 |                                                 |  | 0–0        | —           | 1–1           |
| 3.    | Lengyelország | 4 | 0  | 2 | 2 | 4  | 6  | −2 | 2 |                                                 |  | 2–3        | 0–1         | —             |

1. ↑  A 2020–2021-es Nemzetek Ligája átalakítása miatt egyik csapat sem esett ki.[14]

### 4. csoport
| Hely. | Csapat        | M | Gy | D | V | G+ | G– | Gk | P | Továbbjutás vagy kiesés                         |  | Anglia | Spanyolország | Horvátország |
| ----- | ------------- | - | -- | - | - | -- | -- | -- | - | ----------------------------------------------- |  | ------ | ------------- | ------------ |
| 1.    | Anglia        | 4 | 2  | 1 | 1 | 6  | 5  | +1 | 7 | Továbbjutott a Nemzetek Ligája négyes döntőjébe |  | —      | 1–2           | 2–1          |
| 2.    | Spanyolország | 4 | 2  | 0 | 2 | 12 | 7  | +5 | 6 |                                                 |  | 2–3    | —             | 6–0          |
| 3.    | Horvátország  | 4 | 1  | 1 | 2 | 4  | 10 | −6 | 4 |                                                 |  | 0–0    | 3–2           | —            |

1. ↑  A 2020–2021-es Nemzetek Ligája átalakítása miatt egyik csapat sem esett ki.[14]

### Egyenes kieséses szakasz
Az egyenes kieséses szakaszban a Nemzetek Ligája A ligájának négy csoportgyőztese vett részt. Az egyenes kieséses szakasz 4 mérkőzésből állt: két elődöntő, a bronzmérkőzés és a döntő. Az elődöntők párosítását, valamint a bronzmérkőzés és a döntő hivatalos pályaválasztóját 2018 december 3-án, 14.30-kor sorsolták Dublinban.
|  |            |            |           |               |   |            |            |       |
|  | Elődöntők  | Elődöntők  | Elődöntők |               |   | Döntő      | Döntő      | Döntő |
|  | Elődöntők  | Elődöntők  | Elődöntők |               |   | Döntő      | Döntő      | Döntő |
|  | június 5.  |            |           |               |   |            |            |       |
|  |            |            |           |               |   |            |            |       |
|  | Portugália | Portugália | 3         |               |   |            |            |       |
|  | Portugália | Portugália | 3         | június 9.     |   |            |            |       |
|  | Svájc      | Svájc      | 1         |               |   |            |            |       |
|  | Svájc      | Svájc      | 1         |               |   | Portugália | Portugália | 1     |
|  | június 6.  |            |           |               |   | Portugália | Portugália | 1     |
|  |            |            | Hollandia | Hollandia     | 0 |            |            |       |
|  | Hollandia  | Hollandia  | Hollandia | Hollandia     | 0 | 3          |            |       |
|  | Hollandia  | Hollandia  |           |               |   |            |            |       |
|  | Anglia     | Anglia     | 1         |               |   |            |            |       |
|  | Anglia     | Anglia     | 1         | Bronzmérkőzés |   |            |            |       |
|  |            |            |           |               |   |            |            |       |
|  | június 9.  |            |           |               |   |            |            |       |
|  |            |            |           |               |   |            |            |       |
|  | Svájc      | Svájc      | 0 (5)     |               |   |            |            |       |
|  | Svájc      | Svájc      | 0 (5)     |               |   |            |            |       |
|  | Anglia     | Anglia     | 0 (6)     |               |   |            |            |       |
|  | Anglia     | Anglia     | 0 (6)     |               |   |            |            |       |

#### Elődöntők
| 2019. június 5. 20:45 (19:45 UTC+1) |

| Portugália          | 3–1   | Svájc                    |
| ------------------- | ----- | ------------------------ |
| Ronaldo 25' 88' 90' | (1–0) | Rodríguez 57' (11-esből) |

| Estádio do Dragão, Porto Játékvezető: Felix Brych (német) |

| 2019. június 6. 20:45 (19:45 UTC+1) |

| Hollandia                                  | 3–1 (h. u.)                 | Anglia                  |
| ------------------------------------------ | --------------------------- | ----------------------- |
| De Ligt 73' Walker 97' (öngól) Promes 114' | (0–1, 1–1, 3–1) Jegyzőkönyv | Rashford 32' (11-esből) |

| Estádio D. Afonso Henriques, Guimarães Nézőszám: 25 711 Játékvezető: Clément Turpin (francia) |

#### Bronzmérkőzés
| 2019. június 9. 20:45 (19:45 UTC+1) |

| Svájc                                | 0–0 (h. u.) | Anglia                                        |
| ------------------------------------ | ----------- | --------------------------------------------- |
|                                      | Jegyzőkönyv |                                               |
| Büntetőpárbaj                        |             |                                               |
| Zuber Xhaka Akanji Mbabu Schär Drmić | 5–6         | Maguire Barkley Sancho Sterling Pickford Dier |

| Estádio D. Afonso Henriques, Guimarães Nézőszám: 15 742 Játékvezető: Ovidiu Hațegan (román) |

#### Döntő
| 2019. június 9. 20:45 (19:45 UTC+1) |

| Portugália | 1–0               | Hollandia |
| ---------- | ----------------- | --------- |
| Guedes 60' | (0–0) Jegyzőkönyv |           |

| Estádio do Dragão, Porto Nézőszám: 43 199 Játékvezető: Alberto Undiano Mallenco (spanyol) |

## B liga

### 1. csoport
| Hely. | Csapat     | M | Gy | D | V | G+ | G– | Gk | P | Feljutás vagy kiesés              |  | Ukrajna | Csehország | Szlovákia |
| ----- | ---------- | - | -- | - | - | -- | -- | -- | - | --------------------------------- |  | ------- | ---------- | --------- |
| 1.    | Ukrajna    | 4 | 3  | 0 | 1 | 5  | 5  | 0  | 9 | Feljutott a 2020–2021-es A ligába |  | —       | 1–0        | 1–0       |
| 2.    | Csehország | 4 | 2  | 0 | 2 | 4  | 4  | 0  | 6 |                                   |  | 1–2     | —          | 1–0       |
| 3.    | Szlovákia  | 4 | 1  | 0 | 3 | 5  | 5  | 0  | 3 |                                   |  | 4–1     | 1–2        | —         |

1. ↑  A 2020–2021-es Nemzetek Ligája átalakítása miatt egyik csapat sem esett ki.[14]

### 2. csoport
| Hely. | Csapat      | M | Gy | D | V | G+ | G– | Gk | P | Feljutás vagy kiesés              |  | Svédország | Oroszország | Törökország |
| ----- | ----------- | - | -- | - | - | -- | -- | -- | - | --------------------------------- |  | ---------- | ----------- | ----------- |
| 1.    | Svédország  | 4 | 2  | 1 | 1 | 5  | 3  | +2 | 7 | Feljutott a 2020–2021-es A ligába |  | —          | 2–0         | 2–3         |
| 2.    | Oroszország | 4 | 2  | 1 | 1 | 4  | 3  | +1 | 7 |                                   |  | 0–0        | —           | 2–0         |
| 3.    | Törökország | 4 | 1  | 0 | 3 | 4  | 7  | −3 | 3 |                                   |  | 0–1        | 1–2         | —           |

1. ↑  A 2020–2021-es Nemzetek Ligája átalakítása miatt egyik csapat sem esett ki.[14]
2. 1 2  Egymás elleni pontok: Svédország 4, Oroszország 1.

### 3. csoport
| Hely. | Csapat              | M | Gy | D | V | G+ | G– | Gk | P  | Feljutás vagy kiesés              |  | Bosznia-Hercegovina | Ausztria | Észak-Írország |
| ----- | ------------------- | - | -- | - | - | -- | -- | -- | -- | --------------------------------- |  | ------------------- | -------- | -------------- |
| 1.    | Bosznia-Hercegovina | 4 | 3  | 1 | 0 | 5  | 1  | +4 | 10 | Feljutott a 2020–2021-es A ligába |  | —                   | 1–0      | 2–0            |
| 2.    | Ausztria            | 4 | 2  | 1 | 1 | 3  | 2  | +1 | 7  |                                   |  | 0–0                 | —        | 1–0            |
| 3.    | Észak-Írország      | 4 | 0  | 0 | 4 | 2  | 7  | −5 | 0  |                                   |  | 1–2                 | 1–2      | —              |

1. ↑  A 2020–2021-es Nemzetek Ligája átalakítása miatt egyik csapat sem esett ki.[14]

### 4. csoport
| Hely. | Csapat   | M | Gy | D | V | G+ | G– | Gk | P | Feljutás vagy kiesés              |  | Dánia | Wales | Írország |
| ----- | -------- | - | -- | - | - | -- | -- | -- | - | --------------------------------- |  | ----- | ----- | -------- |
| 1.    | Dánia    | 4 | 2  | 2 | 0 | 4  | 1  | +3 | 8 | Feljutott a 2020–2021-es A ligába |  | —     | 2–0   | 0–0      |
| 2.    | Wales    | 4 | 2  | 0 | 2 | 6  | 5  | +1 | 6 |                                   |  | 1–2   | —     | 4–1      |
| 3.    | Írország | 4 | 0  | 2 | 2 | 1  | 5  | −4 | 2 |                                   |  | 0–0   | 0–1   | —        |

1. ↑  A 2020–2021-es Nemzetek Ligája átalakítása miatt egyik csapat sem esett ki.[14]

## C liga

### 1. csoport
| Hely. | Csapat  | M | Gy | D | V | G+ | G– | Gk | P | Feljutás vagy kiesés              |  | Skócia | Izrael | Albánia |
| ----- | ------- | - | -- | - | - | -- | -- | -- | - | --------------------------------- |  | ------ | ------ | ------- |
| 1.    | Skócia  | 4 | 3  | 0 | 1 | 10 | 4  | +6 | 9 | Feljutott a 2020–2021-es B ligába |  | —      | 3–2    | 2–0     |
| 2.    | Izrael  | 4 | 2  | 0 | 2 | 6  | 5  | +1 | 6 | Feljutott a 2020–2021-es B ligába |  | 2–1    | —      | 2–0     |
| 3.    | Albánia | 4 | 1  | 0 | 3 | 1  | 8  | −7 | 3 |                                   |  | 0–4    | 1–0    | —       |

1. ↑  A 2020–2021-es Nemzetek Ligája átalakítása miatt a második helyezettek a B ligába kerültek és egyik csapat sem esett ki.[14]

### 2. csoport
| Hely. | Csapat       | M | Gy | D | V | G+ | G– | Gk | P  | Feljutás vagy kiesés              |     | Finnország | Magyarország | Görögország | Észtország |
| ----- | ------------ | - | -- | - | - | -- | -- | -- | -- | --------------------------------- | --- | ---------- | ------------ | ----------- | ---------- |
| 1.    | Finnország   | 6 | 4  | 0 | 2 | 5  | 3  | +2 | 12 | Feljutott a 2020–2021-es B ligába |     | —          | 1–0          | 2–0         | 1–0        |
| 2.    | Magyarország | 6 | 3  | 1 | 2 | 9  | 6  | +3 | 10 | Feljutott a 2020–2021-es B ligába |     | 2–0        | —            | 2–1         | 2–0        |
| 3.    | Görögország  | 6 | 3  | 0 | 3 | 4  | 5  | −1 | 9  |                                   |     | 1–0        | 1–0          | —           | 0–1        |
| 4.    | Észtország   | 6 | 1  | 1 | 4 | 4  | 8  | −4 | 4  |                                   | 0–1 | 3–3        | 0–1          | —           |            |

1. ↑  A 2020–2021-es Nemzetek Ligája átalakítása miatt a második helyezettek a B ligába kerültek és egyik csapat sem esett ki.[14]

### 3. csoport
| Hely. | Csapat    | M | Gy | D | V | G+ | G– | Gk | P  | Feljutás vagy kiesés              |     | Norvégia | Bulgária | Ciprusi Köztársaság | Szlovénia |
| ----- | --------- | - | -- | - | - | -- | -- | -- | -- | --------------------------------- | --- | -------- | -------- | ------------------- | --------- |
| 1.    | Norvégia  | 6 | 4  | 1 | 1 | 7  | 2  | +5 | 13 | Feljutott a 2020–2021-es B ligába |     | —        | 1–0      | 2–0                 | 1–0       |
| 2.    | Bulgária  | 6 | 3  | 2 | 1 | 7  | 5  | +2 | 11 | Feljutott a 2020–2021-es B ligába |     | 1–0      | —        | 2–1                 | 1–1       |
| 3.    | Ciprus    | 6 | 1  | 2 | 3 | 5  | 9  | −4 | 5  |                                   |     | 0–2      | 1–1      | —                   | 2–1       |
| 4.    | Szlovénia | 6 | 0  | 3 | 3 | 5  | 8  | −3 | 3  |                                   | 1–1 | 1–2      | 1–1      | —                   |           |

1. ↑  A 2020–2021-es Nemzetek Ligája átalakítása miatt a második helyezettek a B ligába kerültek és egyik csapat sem esett ki.[14]

### 4. csoport
| Hely. | Csapat     | M | Gy | D | V | G+ | G– | Gk  | P  | Feljutás vagy kiesés              |     | Szerbia | Románia | Montenegró | Litvánia |
| ----- | ---------- | - | -- | - | - | -- | -- | --- | -- | --------------------------------- | --- | ------- | ------- | ---------- | -------- |
| 1.    | Szerbia    | 6 | 4  | 2 | 0 | 11 | 4  | +7  | 14 | Feljutott a 2020–2021-es B ligába |     | —       | 2–2     | 2–1        | 4–1      |
| 2.    | Románia    | 6 | 3  | 3 | 0 | 8  | 3  | +5  | 12 | Feljutott a 2020–2021-es B ligába |     | 0–0     | —       | 0–0        | 3–0      |
| 3.    | Montenegró | 6 | 2  | 1 | 3 | 7  | 6  | +1  | 7  |                                   |     | 0–2     | 0–1     | —          | 2–0      |
| 4.    | Litvánia   | 6 | 0  | 0 | 6 | 3  | 16 | −13 | 0  |                                   | 0–1 | 1–2     | 1–4     | —          |          |

1. ↑  A 2020–2021-es Nemzetek Ligája átalakítása miatt a második helyezettek a B ligába kerültek és egyik csapat sem esett ki.[14]

## D liga

### 1. csoport
| Hely. | Csapat     | M | Gy | D | V | G+ | G– | Gk  | P  | Feljutás vagy kiesés              |     | Grúzia | Kazahsztán | Lettország | Andorra |
| ----- | ---------- | - | -- | - | - | -- | -- | --- | -- | --------------------------------- | --- | ------ | ---------- | ---------- | ------- |
| 1.    | Grúzia     | 6 | 5  | 1 | 0 | 12 | 2  | +10 | 16 | Feljutott a 2020–2021-es C ligába |     | —      | 2–1        | 1–0        | 3–0     |
| 2.    | Kazahsztán | 6 | 1  | 3 | 2 | 8  | 7  | +1  | 6  | Feljutott a 2020–2021-es C ligába |     | 0–2    | —          | 1–1        | 4–0     |
| 3.    | Lettország | 6 | 0  | 4 | 2 | 2  | 6  | −4  | 4  |                                   |     | 0–3    | 1–1        | —          | 0–0     |
| 4.    | Andorra    | 6 | 0  | 4 | 2 | 2  | 9  | −7  | 4  |                                   | 1–1 | 1–1    | 0–0        | —          |         |

1. ↑  A 2020–2021-es Nemzetek Ligája átalakítása miatt a második helyezettek és a legjobb harmadik helyezett a C ligába került.[14]

### 2. csoport
| Hely. | Csapat           | M | Gy | D | V | G+ | G– | Gk  | P  | Feljutás vagy kiesés              |  | Fehéroroszország | Luxemburg | Moldova | San Marino |
| ----- | ---------------- | - | -- | - | - | -- | -- | --- | -- | --------------------------------- |  | ---------------- | --------- | ------- | ---------- |
| 1.    | Fehéroroszország | 6 | 4  | 2 | 0 | 10 | 0  | +10 | 14 | Feljutott a 2020–2021-es C ligába |  | —                | 1–0       | 0–0     | 5–0        |
| 2.    | Luxemburg        | 6 | 3  | 1 | 2 | 11 | 4  | +7  | 10 | Feljutott a 2020–2021-es C ligába |  | 0–2              | —         | 4–0     | 3–0        |
| 3.    | Moldova          | 6 | 2  | 3 | 1 | 4  | 5  | −1  | 9  | Feljutott a 2020–2021-es C ligába |  | 0–0              | 1–1       | —       | 2–0        |
| 4.    | San Marino       | 6 | 0  | 0 | 6 | 0  | 16 | −16 | 0  |                                   |  | 0–2              | 0–3       | 0–1     | —          |

1. ↑  A 2020–2021-es Nemzetek Ligája átalakítása miatt a második helyezettek és a legjobb harmadik helyezett a C ligába került.[14]

### 3. csoport
| Hely. | Csapat       | M | Gy | D | V | G+ | G– | Gk  | P  | Feljutás vagy kiesés              |     | Koszovó | Azerbajdzsán | Feröer | Málta |
| ----- | ------------ | - | -- | - | - | -- | -- | --- | -- | --------------------------------- | --- | ------- | ------------ | ------ | ----- |
| 1.    | Koszovó      | 6 | 4  | 2 | 0 | 15 | 2  | +13 | 14 | Feljutott a 2020–2021-es C ligába |     | —       | 4–0          | 2–0    | 3–1   |
| 2.    | Azerbajdzsán | 6 | 2  | 3 | 1 | 7  | 6  | +1  | 9  | Feljutott a 2020–2021-es C ligába |     | 0–0     | —            | 2–0    | 1–1   |
| 3.    | Feröer       | 6 | 1  | 2 | 3 | 5  | 10 | −5  | 5  |                                   |     | 1–1     | 0–3          | —      | 3–1   |
| 4.    | Málta        | 6 | 0  | 3 | 3 | 5  | 14 | −9  | 3  |                                   | 0–5 | 1–1     | 1–1          | —      |       |

1. ↑  A 2020–2021-es Nemzetek Ligája átalakítása miatt a második helyezettek és a legjobb harmadik helyezett a C ligába került.[14]

### 4. csoport
| Hely. | Csapat        | M | Gy | D | V | G+ | G– | Gk  | P  | Feljutás vagy kiesés              |     | Észak-Macedónia | Örményország | Gibraltár (brit tengerentúli terület) | Liechtenstein |
| ----- | ------------- | - | -- | - | - | -- | -- | --- | -- | --------------------------------- | --- | --------------- | ------------ | ------------------------------------- | ------------- |
| 1.    | Macedónia     | 6 | 5  | 0 | 1 | 14 | 5  | +9  | 15 | Feljutott a 2020–2021-es C ligába |     | —               | 2–0          | 4–0                                   | 4–1           |
| 2.    | Örményország  | 6 | 3  | 1 | 2 | 14 | 8  | +6  | 10 | Feljutott a 2020–2021-es C ligába |     | 4–0             | —            | 0–1                                   | 2–1           |
| 3.    | Gibraltár     | 6 | 2  | 0 | 4 | 5  | 15 | −10 | 6  |                                   |     | 0–2             | 2–6          | —                                     | 2–1           |
| 4.    | Liechtenstein | 6 | 1  | 1 | 4 | 7  | 12 | −5  | 4  |                                   | 0–2 | 2–2             | 2–0          | —                                     |               |

1. ↑  A 2020–2021-es Nemzetek Ligája átalakítása miatt a második helyezettek és a legjobb harmadik helyezett a C ligába került.[14]

## Összesített rangsor
Az összesített rangsor alapján történt a csapatok kiemelése a 2020-as Európa-bajnokság selejtezőcsoportjainak sorsolásához.
| Hely. | Cs | Csapat        | M | Gy | D | V | G+ | G– | Gk  | P |
| ----- | -- | ------------- | - | -- | - | - | -- | -- | --- | - |
| 1.    | A3 | Portugália    | 4 | 2  | 2 | 0 | 5  | 3  | +2  | 8 |
| 2.    | A1 | Hollandia     | 4 | 2  | 1 | 1 | 8  | 4  | +4  | 7 |
| 3.    | A4 | Anglia        | 4 | 2  | 1 | 1 | 6  | 5  | +1  | 7 |
| 4.    | A2 | Svájc         | 4 | 3  | 0 | 1 | 14 | 5  | +9  | 9 |
|       |    |               |   |    |   |   |    |    |     |   |
| 5.    | A2 | Belgium       | 4 | 3  | 0 | 1 | 9  | 6  | +3  | 9 |
| 6.    | A1 | Franciaország | 4 | 2  | 1 | 1 | 4  | 4  | 0   | 7 |
| 7.    | A4 | Spanyolország | 4 | 2  | 0 | 2 | 12 | 7  | +5  | 6 |
| 8.    | A3 | Olaszország   | 4 | 1  | 2 | 1 | 2  | 2  | 0   | 5 |
|       |    |               |   |    |   |   |    |    |     |   |
| 9.    | A4 | Horvátország  | 4 | 1  | 1 | 2 | 4  | 10 | −6  | 4 |
| 10.   | A3 | Lengyelország | 4 | 0  | 2 | 2 | 4  | 6  | −2  | 2 |
| 11.   | A1 | Németország   | 4 | 0  | 2 | 2 | 3  | 7  | −4  | 2 |
| 12.   | A2 | Izland        | 4 | 0  | 0 | 4 | 1  | 13 | −12 | 0 |

| Hely. | Cs | Csapat              | M | Gy | D | V | G+ | G– | Gk | P  |
| ----- | -- | ------------------- | - | -- | - | - | -- | -- | -- | -- |
| 13.   | B3 | Bosznia-Hercegovina | 4 | 3  | 1 | 0 | 5  | 1  | +4 | 10 |
| 14.   | B1 | Ukrajna             | 4 | 3  | 0 | 1 | 5  | 5  | 0  | 9  |
| 15.   | B4 | Dánia               | 4 | 2  | 2 | 0 | 4  | 1  | +3 | 8  |
| 16.   | B2 | Svédország          | 4 | 2  | 1 | 1 | 5  | 3  | +2 | 7  |
|       |    |                     |   |    |   |   |    |    |    |    |
| 17.   | B2 | Oroszország         | 4 | 2  | 1 | 1 | 4  | 3  | +1 | 7  |
| 18.   | B3 | Ausztria            | 4 | 2  | 1 | 1 | 3  | 2  | +1 | 7  |
| 19.   | B4 | Wales               | 4 | 2  | 0 | 2 | 6  | 5  | +1 | 6  |
| 20.   | B1 | Csehország          | 4 | 2  | 0 | 2 | 4  | 4  | 0  | 6  |
|       |    |                     |   |    |   |   |    |    |    |    |
| 21.   | B1 | Szlovákia           | 4 | 1  | 0 | 3 | 5  | 5  | 0  | 3  |
| 22.   | B2 | Törökország         | 4 | 1  | 0 | 3 | 4  | 7  | −3 | 3  |
| 23.   | B4 | Írország            | 4 | 0  | 2 | 2 | 1  | 5  | −4 | 2  |
| 24.   | B3 | Észak-Írország      | 4 | 0  | 0 | 4 | 2  | 7  | −5 | 0  |

| Hely. | Cs | Csapat       | M | Gy | D | V | G+ | G– | Gk  | P |
| ----- | -- | ------------ | - | -- | - | - | -- | -- | --- | - |
| 25.   | C1 | Skócia       | 4 | 3  | 0 | 1 | 10 | 4  | +6  | 9 |
| 26.   | C3 | Norvégia     | 4 | 3  | 0 | 1 | 5  | 1  | +4  | 9 |
| 27.   | C4 | Szerbia      | 4 | 2  | 2 | 0 | 6  | 3  | +3  | 8 |
| 28.   | C2 | Finnország   | 4 | 2  | 0 | 2 | 3  | 3  | 0   | 6 |
|       |    |              |   |    |   |   |    |    |     |   |
| 29.   | C3 | Bulgária     | 4 | 2  | 1 | 1 | 4  | 3  | +1  | 7 |
| 30.   | C1 | Izrael       | 4 | 2  | 0 | 2 | 6  | 5  | +1  | 6 |
| 31.   | C2 | Magyarország | 4 | 2  | 0 | 2 | 4  | 3  | +1  | 6 |
| 32.   | C4 | Románia      | 4 | 1  | 3 | 0 | 3  | 2  | +1  | 6 |
|       |    |              |   |    |   |   |    |    |     |   |
| 33.   | C2 | Görögország  | 4 | 2  | 0 | 2 | 3  | 4  | −1  | 6 |
| 34.   | C1 | Albánia      | 4 | 1  | 0 | 3 | 1  | 8  | −7  | 3 |
| 35.   | C4 | Montenegró   | 4 | 0  | 1 | 3 | 1  | 5  | −4  | 1 |
| 36.   | C3 | Ciprus       | 4 | 0  | 1 | 3 | 2  | 7  | −5  | 1 |
|       |    |              |   |    |   |   |    |    |     |   |
| 37.   | C2 | Észtország   | 6 | 1  | 1 | 4 | 4  | 8  | −4  | 4 |
| 38.   | C3 | Szlovénia    | 6 | 0  | 3 | 3 | 5  | 8  | −3  | 3 |
| 39.   | C4 | Litvánia     | 6 | 0  | 0 | 6 | 3  | 16 | −13 | 0 |

| Hely. | Cs | Csapat           | M | Gy | D | V | G+ | G– | Gk  | P  |
| ----- | -- | ---------------- | - | -- | - | - | -- | -- | --- | -- |
| 40.   | D1 | Grúzia           | 6 | 5  | 1 | 0 | 12 | 2  | +10 | 16 |
| 41.   | D4 | Macedónia        | 6 | 5  | 0 | 1 | 14 | 5  | +9  | 15 |
| 42.   | D3 | Koszovó          | 6 | 4  | 2 | 0 | 15 | 2  | +13 | 14 |
| 43.   | D2 | Fehéroroszország | 6 | 4  | 2 | 0 | 10 | 0  | +10 | 14 |
|       |    |                  |   |    |   |   |    |    |     |    |
| 44.   | D2 | Luxemburg        | 6 | 3  | 1 | 2 | 11 | 4  | +7  | 10 |
| 45.   | D4 | Örményország     | 6 | 3  | 1 | 2 | 14 | 8  | +6  | 10 |
| 46.   | D3 | Azerbajdzsán     | 6 | 2  | 3 | 1 | 7  | 6  | +1  | 9  |
| 47.   | D1 | Kazahsztán       | 6 | 1  | 3 | 2 | 8  | 7  | +1  | 6  |
|       |    |                  |   |    |   |   |    |    |     |    |
| 48.   | D2 | Moldova          | 6 | 2  | 3 | 1 | 4  | 5  | −1  | 9  |
| 49.   | D4 | Gibraltár        | 6 | 2  | 0 | 4 | 5  | 15 | −10 | 6  |
| 50.   | D3 | Feröer           | 6 | 1  | 2 | 3 | 5  | 10 | −5  | 5  |
| 51.   | D1 | Lettország       | 6 | 0  | 4 | 2 | 2  | 6  | −4  | 4  |
|       |    |                  |   |    |   |   |    |    |     |    |
| 52.   | D4 | Liechtenstein    | 6 | 1  | 1 | 4 | 7  | 12 | −5  | 4  |
| 53.   | D1 | Andorra          | 6 | 0  | 4 | 2 | 2  | 9  | −7  | 4  |
| 54.   | D3 | Málta            | 6 | 0  | 3 | 3 | 5  | 14 | −9  | 3  |
| 55.   | D2 | San Marino       | 6 | 0  | 0 | 6 | 0  | 16 | −16 | 0  |

## 2020-as Európa-bajnokság, pótselejtezők
Azok a csapatok, amelyek a 2020-as Európa-bajnokság selejtezőjéből nem jutottak ki az Eb-re, pótselejtezőn szerezhettek részvételi jogot. A Nemzetek Ligája mindegyik ligája egy helyet biztosított a maradék négy kiadó helyre. Mindegyik ligából az a legjobb négy csapat, amely nem jutott ki az Európa-bajnokságra részt vehetett a pótselejtezőn. Elsősorban a ligák csoportgyőztesei játszhattak pótselejtezőt, de ha egy csoportgyőztes már az Eb-selejtezőből kijutott, akkor az adott liga következő legjobb helyezettje kapott helyet. Ha valamelyik ligából kevesebb mint négy csapat nem jutott ki a selejtezőből, akkor a pótselejtezős helyeket a Nemzetek Ligája következő legjobb helyezettjei kapták.
A csapatok kiválasztásának eljárása döntötte el, hogy a szabályok alapján mely 16 csapat játszhatott pótselejtezőt. A kékkel jelzett csapatok voltak a pótselejtezősök.
| Hely. | Csapat           |
| ----- | ---------------- |
| 1. CS | Portugália       |
| 2. CS | Hollandia[R]     |
| 3. CS | Anglia[R]        |
| 4. CS | Svájc            |
| 5.    | Belgium          |
| 6.    | Franciaország    |
| 7.    | Spanyolország[R] |
| 8.    | Olaszország[R]   |
| 9.    | Horvátország     |
| 10.   | Lengyelország    |
| 11.   | Németország[R]   |
| 12.   | Izland           |

| Hely.  | Csapat              |
| ------ | ------------------- |
| 13. CS | Bosznia-Hercegovina |
| 14. CS | Ukrajna             |
| 15. CS | Dánia[R]            |
| 16. CS | Svédország          |
| 17.    | Oroszország[R]      |
| 18.    | Ausztria            |
| 19.    | Wales               |
| 20.    | Csehország          |
| 21.    | Szlovákia           |
| 22.    | Törökország         |
| 23.    | Írország[R]         |
| 24.    | Észak-Írország      |

| Hely.  | Csapat          |
| ------ | --------------- |
| 25. CS | Skócia[R]       |
| 26. CS | Norvégia        |
| 27. CS | Szerbia         |
| 28. CS | Finnország      |
| 29.    | Bulgária        |
| 30.    | Izrael          |
| 31.    | Magyarország[R] |
| 32.    | Románia[R]      |
| 33.    | Görögország     |
| 34.    | Albánia         |
| 35.    | Montenegró      |
| 36.    | Ciprus          |
| 37.    | Észtország      |
| 38.    | Szlovénia       |
| 39.    | Litvánia        |

| Hely.  | Csapat           |
| ------ | ---------------- |
| 40. CS | Grúzia           |
| 41. CS | Észak-Macedónia  |
| 42. CS | Koszovó          |
| 43. CS | Fehéroroszország |
| 44.    | Luxemburg        |
| 45.    | Örményország     |
| 46.    | Azerbajdzsán[R]  |
| 47.    | Kazahsztán       |
| 48.    | Moldova          |
| 49.    | Gibraltár        |
| 50.    | Feröer           |
| 51.    | Lettország       |
| 52.    | Liechtenstein    |
| 53.    | Andorra          |
| 54.    | Málta            |
| 55.    | San Marino       |

Jegyzetek
- CS NL-csoportgyőztes
- [R] rendező
- pótselejtezőbe jutott
- kijutott az Európa-bajnokságra